# 希望之歌/太陽
《希望之歌/太陽》，是日本樂團可苦可樂的第5張單曲。2002年7月10日發行。

## 簡介
前作《風》約5個月之後發行。出道後第5張單曲。

## 收錄曲目
全作詞、作曲：小淵健太郎；全編曲：笹路正徳
1. 希望之歌 （願いの詩）
ABC電視台《全國高中棒球錦標賽》的主題曲
2. 太陽
LOTTE《西瓜型雪條》廣告歌
3. 搖擺 
4. 希望之歌（Instrumental）
5. 太陽（Instrumental）

## 外部連結
- 希望之歌/太陽 （页面存档备份，存于）